# Státní znak Haiti
Státní znak Haiti je tvořen královskou palmou v přirozených barvách, vyrůstající ze zeleného trávníku. Z její koruny vystupuje hnědá hůl s modro-červenou frygickou čapkou. Po obou stranách palmy jsou za sebou vždy tři skloněné haitské prapory na žerdích, zakončených zlatými hroty a modro-červenými stuhami. Mezi kmenem palmy a prapory jsou umístěny trojice hnědých ručnic se stříbrnými bodáky. Před palmou jsou dvě stříbrné sekery s hnědými topůrky, zlatý buben s modrým okrajem a červenou šňůrou. Po stranách bubnu jsou bronzová děla. Na hlavních je heraldicky vpravo vojenská čapka (na obrázku zelená) s modrou ozdobou (na obrázku bez ní), vlevo pak zlatá přilba s červeným chocholem. U levého (z heraldického hlediska) stojí zlatá trubka a zlatý vytěrák, u pravého zlatá polnice a zlatý nabiják (na obrázku však stejné). Před děly leží stříbrné váčky na střelný prach, bronzové dělové koule (volné i v pyramidách) a před bubnem přetržený zlatý řetěz. Heraldicky vlevo od děla je bronzová kotva, částečně zapuštěná do země, vpravo volně položená. Za nimi jsou lodní stožáry s červenými fábory. Pod znakem je na trávníku stříbrná stuha s černým francouzským mottem L'UNION FAIT LA FORCE (česky V jednotě je síla).

## Historie
1. ledna 1804 byla vyhlášena nezávislost Haiti. Generálním guvernérem se stal generál Jean-Jacques Dessalines, jenž se 8. října 1804 prohlásil císařem Jakubem I. Haitským (tzv. černý Napoleon). Po jeho zavraždění (17. října 1806 vypukl boj mezi černochy a mulaty a důsledkem byl vznik dvou útvarů:
- Haitský stát (černoši) na severu
- Haitská republika (mulati) na jihu a západě

17. října 1807 se prezidentem Haitského státu stal Henri Christophe, který se stal po vyhlášení Haitského království dne 28. března 1811 králem Henrim I. Král užíval vlajku s královským znakem, který tvořil zlatý, korunovaný štít se zlatým fénixem a stříbrnou stuhou s francouzským heslem JE RENAIS DE MES CENDRES (česky ~Povstanu ze svého popela). Kolem znaku byl ovinut zlatý řád Svatého Henriho. Štítonoši byli dva zlatí lvi stojící na stříbrné stuze s heslem DIEU MA CAUSE ET MON ÉPÉE (česky ~Bůh je má pohnutka a meč).
10. března 1807 se stal prezidentem Haitské republiky Alexandre Sabès Pétion. Pétion v roce 1807 navrhl a poté i zavedl první haitský státní znak, jenž se po úpravách užívá dodnes. V době zavedení byl tvořen královskou palmou, vyrůstající ze svazku hnědých liktorských prutů na zeleném trávníku. Z palmové koruny vystupovala hnědá hůl s červenou frygickou čapkou. Po stranách byly za sebou tři skloněné haitské prapory s kovovými hroty a stuhami v národních barvách, trojice ručnic s bodáky a po jednom kopí. Před palmou byly zkřížené kotva a halapartna, před nimi hnědý buben, dvě bronzová děla a dvě trojice dělových koulí. Na hlavních děl byly vojenská helma a čapka (není obrázek).
Roku 1820 byly oba haitské státy sloučeny pod názvem Haitská republika. Republika užívala státní symboly Haitské republiky (jižní) z roku 1807.
26. srpna 1849 bylo obnoveno císařství (Faustin I.). Malý státní znak byl tvořen zlatým, korunovaným štítem se zelenou palmou na trávníku, před kterou stál, na dvou zkřížených dělových hlavních, hnědý orel s roztaženými křídly. Znak byl ovinut červenou stuhou s řádem Svatého Faustina. Po stranách stáli jako štítonoši dva zlatí lvi, stojící na zelených kartuších ve tvaru listů (není obrázek).
Velký znak byl tvořen malým, položeným na plášť podšitý hermelínem a zakončený císařskou korunou. Velký státní znak byl umístěn i v bílém obdélníku na státní vlajce.
15. ledna 1859 bylo císařství zrušeno a znovuobnovená republika se vrátila ke znaku z let 1807–1849.
Další změna znaku nastala až po odchodu intervenčních jednotek armády USA, které byly na Haiti v letech 1915–1934. Znak byl opět tvořen palmou na trávníku, hnědou holí s frygickou čapkou (ale bez liktorských prutů) a trojicí praporů s ručnicemi a bodáky. Před palmou byly dvě sekery, šíp a oštěp. Před palmou byl zlatý buben, dvě bronzová děla, trubka, polnice, vytěrák, nabiják, dělové koule, dvě kotvy, dva lodní stožáry s bílými fáborky, šavle a přetržený řetěz. Na dělových hlavních byly zlatá helma a vojenská čapka. Pod znakem byla na trávníku stříbrná stuha s černým mottem L'UNION FAIT LA FORCE. V roce 1949 byly provedeny na znaku nepatrné změny (nejsou obrázky).
V červnu roku 1964 uspořádal haitský prezident François Duvalier (ve funkci v letech 1957–1971) lidové referendum, kterým si zajistil doživotní mandát. V této souvislosti prosadil i změnu vlajky na již užívanou černo-červenou bikolóru se svislými pruhy z roku 1805. Do středu vlajky byl ale umístěn bílý obdélník s pozměněným státním znakem (změněny prapory, bez frygické čapky). Vlajka, a zřejmě i znak, byly oficiálně zavedeny 21. června 1964. Znak se užíval i na vlajce haitského prezidenta.

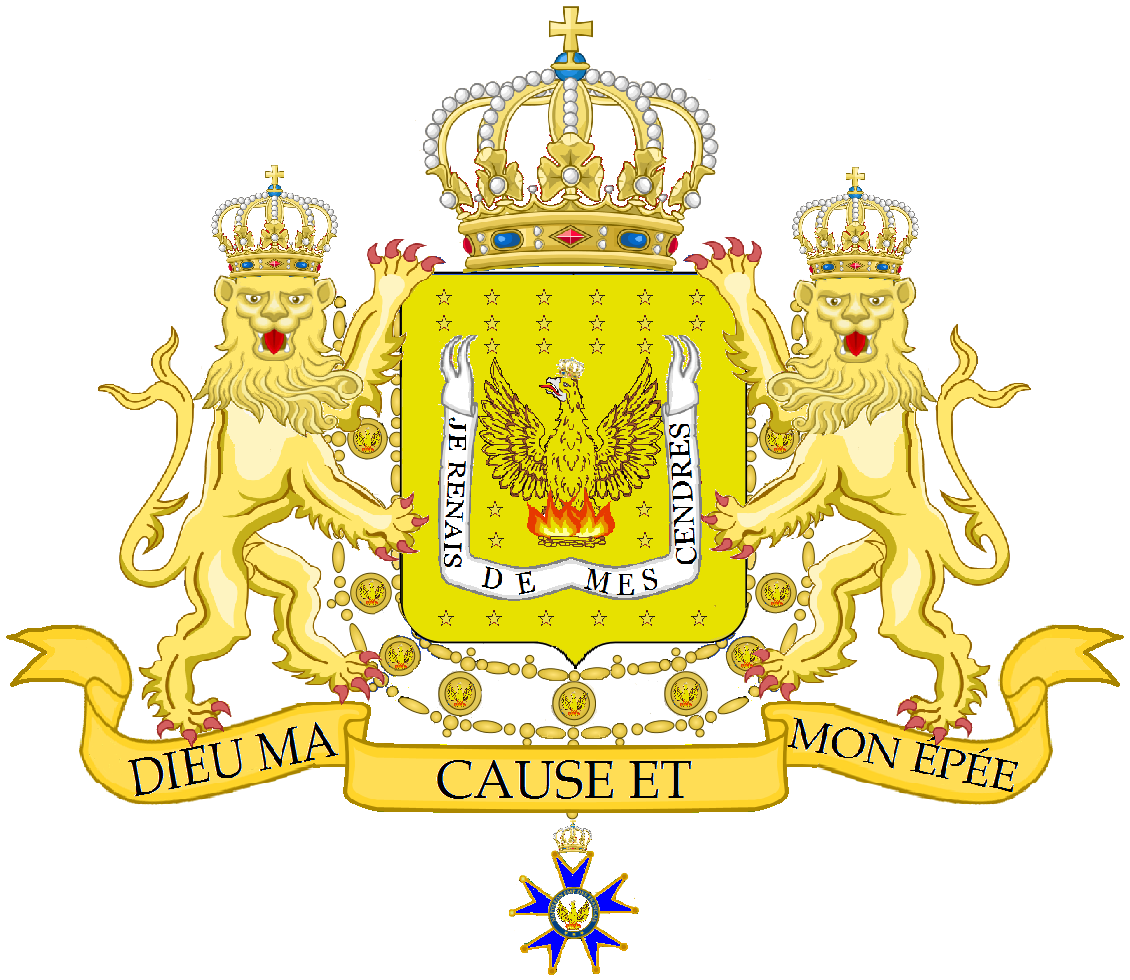
Znak Haitského království (1807–1820)
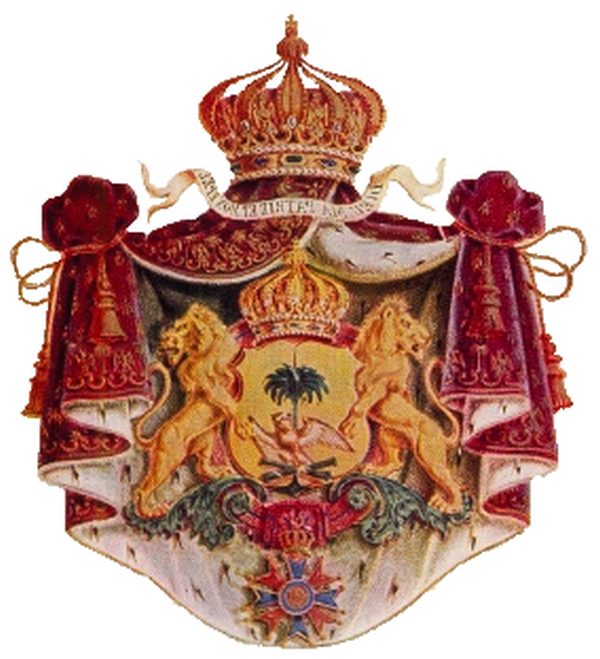
Velký znak Haitského císařství (1849–1859)
Haitský znak (1964–1986)

Prozatímní vláda po útěku prezidenta Jean-Clauda Duvaliera (syna předchozího prezidenta, který převzal úřad po smrti otce v roce 1971) v únoru 1986 již 7. února oznámila návrat ke dřívějším státním symbolům. 11. února 1986 prezident Henri Namphy podepsal příslušný dekret a 29. března 1987 byly symboly ústavou potvrzeny a zůstaly v platnosti dodnes.

## Další použití znaku
Úplný státní znak je vyobrazen v bílém obdélníku na haitské vlajce. Znak je též zobrazen na haitských bankovkách a mincích.

Haitská vlajka Poměr stran: 3:5
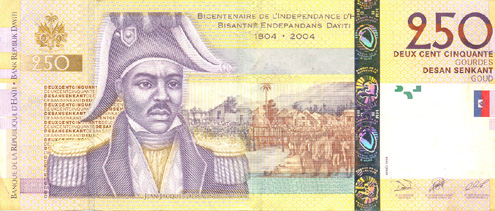
Haitská bankovka